# Paul Pierce
Paul Anthony Pierce, "The truth", född 13 oktober 1977 i Oakland i Kalifornien, är en amerikansk tidigare basketspelare. Han utsågs till NBA-slutspelets MVP 2008, då han ledde Boston Celtics till slutsegern.
Han spelade också för USA:s landslag vid VM 2002 i USA.